# Julius von Ising

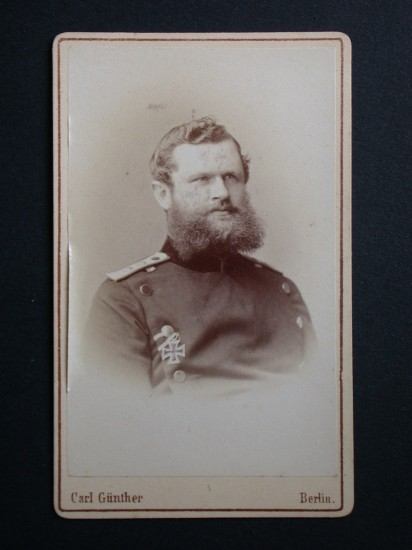
Julius von Ising (1832–1898)

Friedrich Wilhelm Julius Ising, seit 1896 von Ising (* 31. Januar 1832 in Klein Wasserburg; † 7. Juli 1898 in Berlin) war ein preußischer Generalleutnant und Kommandant des Berliner Zeughauses. Die von ihm ausgebaute Geschützsammlung galt als eine der besten der Welt.

## Leben

### Herkunft
Julius war ein Sohn des Oberförsters Wilhelm Ising (1791–1881) und dessen Ehefrau Wilhelmine, geborene Keller (1810–1884).

### Militärkarriere
Nach dem Besuch der Markgrafenschule und des Köllnischen Gymnasiums in Berlin trat Ising am 14. Oktober 1849 als Kanonier in die Garde-Artillerie-Brigade der Preußischen Armee ein und avancierte Anfang Juni 1850 zum Portepeefähnrich. Zur weiteren Ausbildung absolvierte er ab Mitte Oktober 1850 die Vereinigte Artillerie- und Ingenieurschule, die er krankheitsbedingt frühzeitig verlassen musste. Er wurde Ende Juli 1852 etatsmäßiger Sekondeleutnant, setzte von Mitte Oktober 1852 bis Anfang Juli 1854 seine Ausbildung fort und wurde am 5. Oktober 1854 mit Patent vom 22. Juli 1852 zum Artillerieoffizier ernannt. Ab Juni 1859 war Ising auf ein Jahr zur Dienstleistung zum Versuchskommando der  Artillerieprüfungskommission kommandiert. Anschließend diente er als Abteilungsadjutant und stieg Mitte Oktober 1859 zum Premierleutnant auf. Unter Stellung à la suite seines Regiments wurde er am 7. Februar 1860 zur kombinierten Festungs-Artillerie-Abteilung und zugleich bis zum 10. April 1860 als Instruktionsoffizier für gezogene Geschütze bei der Artillerie-Revisionskommission in Spandau kommandiert. Ising kehrte am 1. Oktober 1860 zur Garde-Artillerie-Brigade zurück und war vom 1. Mai 1863 bis zum 18. April 1864 untersuchungsführender Offizier. Am 18. April 1865 wurde er zum Hauptmann befördert und am 7. September 1866 zum Batteriechef ernannt.
Während des Deutsch-Französischen Krieges wurde Ising 1870 in der Schlacht bei Gravelotte durch ein Schrapnell schwer verwundet, das seinen linken Oberarm zerschmetterte. Ausgezeichnet mit dem Eisernen Kreuz II. Klasse war er aufgrund der Verwundung nicht mehr feldverwendungsfähig. Daher wurde er nach dem Vorfrieden von Versailles am 18. April 1871 unter Stellung à la suite seine Regiments zum Chef der Lehrbatterie an die Artillerie-Schießschule versetzt. Mit der Versetzung in das Garde-Fußartillerie-Regiment wurde Ising am 23. November 1871 Vorstand des Artilleriedepots in Berlin. In dieser Eigenschaft erhielt er Ende November 1872 den Charakter als Major und Mitte Januar 1873 das Patent zu seinem Dienstgrad. Unter Belassung in seiner Stellung wurde er am 27. Januar 1875 à la suite des Garde-Fußartillerie-Regiments gestellt. Am 11. Juni 1879 stieg er zum Oberstleutnant auf. Mit dem Rang und den Gebührnissen eines Regimentskommandeur wurde Ising am 6. September 1879 unter Stellung à la suite des 2. Garde-Feldartillerie-Regiments zum Kommandantes des Berlines Zeughauses ernannt.
Unter Belassung in dieser Stellung wurde Ising am 14. August 1880 mit seiner Uniform zu den Offizieren à la suite der Armee versetzt. Er stieg Mitte Oktober 1883 zum Oberst auf, erhielt am 2. August 1888 den Charakter als Generalmajor und am 18. Januar 1890 den Rote Adlerorden II. Klasse mit Eichenlaub sowie am 28. Januar 1895 der Charakter als Generalleutnant. Am 25. Jahrestag der Kaiserproklamation erhob ihn Wilhelm II. am 18. Januar 1896 in den erblichen preußischen Adelsstand. In Genehmigung seines Abschiedsgesuches wurde er am 18. August 1897 mit Pension zur Disposition gestellt. Nach seiner Verabschiedung erhielt Ising anlässlich des Ordensfestes im Januar 1898 den Stern zum Kronen-Orden II. Klasse.
Er starb am 7. Juli 1898 in Berlin und wurde vier Tage später auf dem Friedhof Hasenheide beigesetzt.

### Familie
Ising heiratete am 25. November 1863 in Berlin Marianne Volckard (1842–1896). Nach ihrem Tod heiratete er 1897 in Berlin Marianne Gartig, verwitwete Steinkopf. Aus der ersten Ehe gingen folgende Kinder hervor:
- Klara (* 1865)
- Joachim (1867–1914), Dr. phil., Herr auf Herzogswalde ⚭ 1899 Gertrude von Brause (* 1876)